# گرگان‌پارس
"گرگانپارس" یکی از محله‌های با اصالت شهر گرگان در استان گلستان ایران می‌باشد. خیابان گرگانپارس کوچه هایی نسبتا پهن و پردرخت دارد و در دهه‌های ۴۰ تاکنون  از محلات با کلاس و ثروتمندِ شهر گرگان به‌شمار می‌آمد. و هم اکنون محل اقامت اَعیان است و جز محلات بالایِ شهر گرگان و جز مناطق مرفه نشین شهر است.

## پیشینه
یکی از کارخانه‌های بزرگ و مهم استراباد در گذشته، شالیکوبی متعلق به رضاشاه پهلوی بود که بالاتر از سینما کاپری امروزی قرار داشت و سوخت آن از پوست شالی همان کارخانه تأمین می‌شد و موتور آن نیز با استفاده از نیروی بخار کار می‌کرد. به‌علاوه در مسیر رودخانه خاصه‌رود (زیارت)‌ که از ناهارخوران به داخل شهر می‌رسید، آسیاب‌ها و آب‌دنگ‌های فراوانی وجود داشت که همگی با استفاده از نیروی آب این رودخانه کار می‌کردند و شالیکوبی‌های واقع در مقابل مدرسه سجادیه فعلی، مابین ضلع شرقی پاساژ لاله‌زاری وپیچ ستاد و نیز جنب سوپر میلاد در مسیر ناهارخوران از معروفترین آن‌ها بودند.
پس از اینکه ساخت اولین خیابان اصلی شهر یعنی خیابان شهرداری از میدان عباسعلی به فلکه شهرداری با خراب کردن خانه‌های مسیر در سال ۱۳۱۱ آغاز و در سال ۱۳۱۴ به پایان رسید خیابان‌های سرپیر ، مولن روژ ، سرخواجه و در سال ۱۳۱۵ خورشیدی، خیابان شالیکوبی از کاخ به سوی مسیر ناهارخوران احداث و به‌جهت آن کارخانه‌ها و کارگاه‌های شالیکوبی، این نام بر آن در گفتار مردم گفته شد.
در دوسوی خیابان مذکور درختان بسیار و بوته‌های تمشک، ولیک، کندس و آلوجنگلی قرار داشت. خیابان شالیکوبی در حدود سال۱۳۳۰ سنگفرش شد و سپس بلافاصله بعد از مدتی این خیابان آسفالت شد.
از همان سال‌ها بود که با تسهیل عبور و مرور از طریق این خیابان به ناهارخوران، کم‌کم تفریحگاه گرگانی‌ها از سبزه‌میدان که از فلکه کاخ شروع و تا مولن‌روژ ادامه داشت به ناهارخوران منتقل شد.
از آغاز دهه ۱۳۴۰ که جمعیت شهر گرگان با شتابی بیش از پیش رو به فزونی گذاشت و سیل مهاجران از روستاهای اطراف شهر و از مناطق دور و نزدیک مانند سمنان و دامغان و شاهرود یا خراسان و سیستان و بلوچستان، و سایر نقاط به منطقه و شهر گرگان هجوم آورد نیاز به توسعه شهر و احداث محله‌ها و خیابان‌های جدید به شدت افزایش یافت.
شماری از خانواده‌های گرگانی به محله‌های جدید در ناحیه‌های موسوم به گرگانپارس و شالیکوبی و خیابان ناهارخوران کوچ کردند و ساختمان‌های ویلایی جدیدتر به سبک امروزی ساختند. این محلات در مسیر شهر به سوی جنگل‌های کوهستانی و منطقه تفریحی ناهارخوران قرار دارد و در آغاز نسبت به بقیه شهر فضای بازتر و هوای بهتری داشت.
پیتزا فلکه گرگانپارس در ابتدای خیابان دی یکی از نخستین پیتزافروشی‌های گرگان بود که به رواج این نوع غذا در شهر کمک کرد.